# Manhunt International 2018
Manhunt International 2018 là cuộc thi Manhunt International lần thứ mười chín được tổ chức tại Gold Coast, Úc vào ngày 2 tháng 12 năm 2018. Vicent Llorach đến từ Tây Ban Nha đăng quang ngôi vị Manhunt International.

## Kết quả
| Thứ hạng                   | Thứ hạng | Thứ hạng | Thứ hạng |
| Hạng                       | Thí sinh |          |          |
| -------------------------- | --- | -------- | -------- |
| Manhunt International 2018 | - Tây Ban Nha — Vicent Llorach |          |          |
| Á vương 1                  | - Úc — Dale Maher |          |          |
| Á vương 2                  | - Hà Lan — Luca Derin |          |          |
| Á vương 3                  | - Philippines — Jeff Langan |          |          |
| Á vương 4                  | - Việt Nam — Mai Tuấn Anh |          |          |
| Top 16                     | - Anh Quốc — Jack Heslewood - Ba Lan — Patryk Tomaszewsk - Bỉ — Mohamed Mahouk - Brasil — Jonatas Trevisan - Indonesia — Ahsan Hariri Koconegoro § - Liban — Patrick Dahrieh - Nepal — Dhruba Budhathoki - Nhật Bản — Fujita Yusuke - Puerto Rico — Karlwiz Gutierrez - Thụy Điển — Mattias Colema - Trung Quốc — Ryan Xi |          |          |
| Giải thưởng đặc biệt       | |          |          |
| Giải thưởng                | Thí sinh |          |          |
| Mister Personality         | - Pakistan — Atif Nazir Chauhdary |          |          |
| Mister Photogenic          | - Thái Lan — Rattanan Sk |          |          |
| Mister Physique            | - Puerto Rico — Karlwiz Gutierrez |          |          |
| Mister Popularity          | - Indonesia — Ahsan Hariri Koconegoro |          |          |
| Best National Costume      | Winner - Trung Quốc — Ryan Xi 1st runner-up - Indonesia — Ahsan Hariri Koconegoro 2nd runner-up - CTVQ Ả Rập Thống nhất — Yoken Gurung |          |          |
| Best Runway Model          | - Anh Quốc — Jack Heslewood |          |          |
| Best Commercial Model      | - Tây Ban Nha — Vicent Llorach |          |          |
| Best Fashion Model         | - Philippines — Jeff Langan |          |          |

- § Thông qua bình chọn và giành được giải thưởng Mister Internet Popularity đặc biệt và tự động lọt vào vòng Top 16.

## Các thí sinh
28 thí sinh dự thi.
| Quốc gia/vùng lãnh thổ               | Thí sinh                | Tuổi | Quê quán       |
| ------------------------------------ | ----------------------- | ---- | -------------- |
| Anh Quốc                             | Jack Heslewood          | 26   | London         |
| Ba Lan                               | Patryk Tomaszewski      | 26   | Lublin         |
| Bỉ                                   | Mohamed Mahouk          | 23   | East Flanders  |
| Brasil                               | Jonatas Trevisan        | 28   | Osório         |
| Các Tiểu Vương quốc Ả Rập Thống nhất | Yoken Gurung            |      | Dubai          |
| Cộng hòa Dominica                    | Roosevelt Casado        | 25   | Bonao          |
| Guam                                 | Joshua Soto             |      | Mangilao       |
| Hà Lan                               | Luca Derin              | 21   | Sittard        |
| Hàn Quốc                             | Yoojun Jong             |      |                |
| Hoa Kỳ                               | Karl Muddu              |      | New York       |
| Hồng Kông                            | Chengze Li              |      | Hong Kong      |
| Indonesia                            | Ahsan Hariri Koconegoro | 27   | Jakarta        |
| Liban                                | Patrick Dahrieh         | 25   | Beirut         |
| Mông Cổ                              | Zanabazar Dagvanamdal   |      | Ulaanbaatar    |
| Myanmar                              | Wanna Aye Kyaw          | 21   | Yangon         |
| Nam Phi                              | Mawande Qeqe            |      | Port Elizabeth |
| Nepal                                | Dhruba Budhathoki       | 24   | Kathmandu      |
| Nhật Bản                             | Fujita Yusuke           | 28   | Yokohama       |
| Pakistan                             | Atif Nazir Chauhdary    |      | Melbourne      |
| Pháp                                 | Jan Peleman             |      | Abbeville      |
| Philippines                          | Jeff Langan             |      | Las Vegas      |
| Puerto Rico                          | Karlwiz Gutierrez       |      | Cayey          |
| Tây Ban Nha                          | Vicent Llorach          | 22   | Valencia       |
| Thái Lan                             | Rattanan Sk             |      | Hat Yai        |
| Thụy Điển                            | Mattias Coleman         |      | Stockholm      |
| Trung Quốc                           | Ryan Xi                 |      |                |
| Úc                                   | Dale Maher              | 22   | Mount Isa      |
| Việt Nam                             | Mai Tuấn Anh            | 25   | Hưng Yên       |

### Dự thi quốc tế khác
Nam vương Thế giới
- 2019:  Anh Quốc — Jack Heslewood (đại diện  Anh; Nam vương)[3][4]